# Bataille de Shiting
Guerres des Trois Royaumes
Batailles
Yiling/Xiaoting - Campagne contre le Wu - Campagne du Sud - Hefei (231) - Hefei (233) - Expéditions de Zhuge Liang - Hefei (234) - Shiting - Liaodong - Offensive du Wu - Xingshi - Koguryo - Gaoping - Expéditions de Jiang Wei (Didao) - Dongxing - Hefei (253) - Shouchun - Cao Mao - chute du Shu - Zhong Hui - Chute du Wu
La Bataille de Shiting (Chinois simplifié : 石亭之战, Chinois traditionnel : 石亭之戰, Pinyin : Shítíng Zhī Zhàn) oppose le Royaume de Wei et le Royaume de Wu en 228, pendant la période des Trois Royaumes de l'histoire de la Chine. La bataille s’achève par une victoire du Wu.

## Déroulement de la bataille

### L'embuscade
En 228, Sun Quan, le fondateur du royaume de Wu, donne l'ordre à son général Zhou Fang de tendre un piège à Cao Xiu, qui est à la fois le Ministre de Guerre du Wei et le Commandant des Forces Armées de la province de Yang. Zhou doit faire semblant de faire défection au profit du Wei et amener Cao Xiu et ses troupes à marcher sur le Wu. Le plan fonctionne parfaitement et dès que Sun Quan apprend que l'armée du Wei est en route, il nomme Lu Xun Commandant en chef des armées et lui confie la tâche d'organiser l'embuscade dans laquelle doit tomber Cao Xiu. Lu Xun s'acquitte parfaitement de sa tâche et surprend l'armée ennemie alors qu'elle était en route pour rejoindre son campement. Débordé et dans l'incapacité de renverser le cours de la bataille, Cao Xiu ordonne le repli de ses troupes et établit un campement de fortune à Shiting. Au milieu de la nuit, ce campement est attaqué, provoquant la panique chez les soldats qui s'enfuient en laissant derrière eux armes et matériel. Après cette défaite, Cao Xiu envoie un mémoire à la cour du Wei, où il reconnait son erreur, puis, un grand nombre de soldats de son armée étant morts, il se met à chercher Zhou Fang pour avoir une explication. Zhou étant introuvable, il comprend qu'il a été dupé.

### Tentative de contre-attaque et déroute
Quand Cao Xiu comprend qu'il est tombé dans un piège, il en devient tellement honteux qu'il refuse de rentrer à Luoyang, la capitale du Wei. Cao pense qu'il a un avantage numérique suffisant pour prendre sa revanche et décide de tendre une embuscade à l'armée de Lu Xun. Voyant cela, Lu Xun divise son armée en trois corps. Il met Zhu Huan (朱桓) à la tête du corps d'armée gauche, Quan Cong à la tête du corps d'armée droit et prend personnellement la tête du corps central. Les trois armées avancent de manière synchrone et déjouent l'embuscade de Cao Xiu, qui se transforme en une nouvelle déroute pour l'armée du Wei. Après cette bataille, les troupes du Wu poursuivent l'armée en déroute de Cao Xiu jusqu’à Jiashi. Là, elles remportent une nouvelle victoire, en tuant 10 000 soldats du Wei et en capturant toutes les armes et tout le matériel de l'armée de Cao. Lu Xun regroupe ses hommes et lorsqu'il arrive à Wuchang, Sun Quan donne l'ordre à ses domestiques de déployer son auvent personnel au-dessus de la tête du général victorieux et d'ouvrir en grand les portes du palais,.
Sun Quan s'incline devant Lu Xun et le récompense avec des objets précieux provenant de ses biens personnels. De toute la période des trois royaumes, nul ne reçut plus d’honneurs que Lu Xun ce jour-là.
Cao Xiu réussit à s'enfuir de justesse du champ de bataille. Il meurt quelques mois plus tard, d'un ulcère du dos, provoqué par un sentiment de honte que même le pardon de Cao Rui, l'empereur du Wei, n'avait pas pu apaiser.

## La bataille dans la culture populaire
Si l'on en croit les légendes qui circulent autour de cette bataille, au départ Cao Xiu ne croit pas Zhou Fang. Pour le convaincre de sa "loyauté", Zhou Fang coupe ses fameuses mèches de cheveux. Dans tous les cas, Zhou Fang connait bien le terrain sur lequel s'engage l'armée de Cao Xiu, qu'il guide dans une clairière idéale pour établir un campement. Mais, avant son départ, Cao Xiu reçoit un avertissement de Jia Kui, un de ses conseillers, qui lui demande de ne pas croire Zhou Fang. Non seulement Cao Xiu ne l'écoute pas et tombe dans le piège de Zhou Fang, mais en plus, il décide de ne pas prendre Jia Kui avec lui.
Jia prend alors la décision de suivre malgré tout Cao Xiu, et aide ce dernier à sortir vivant de l'embuscade. Pour cette action, Jia Kui reçoit les chaleureuses félicitations de l'empereur Cao Rui lui-même, avant d’être promu à de nombreuses reprises. Les dernières années de sa vie furent paisibles et heureuses.